# 벨루사우루스
벨루사우루스(Bellusaurus)는 중생대 쥐라기 후기, 오늘날 아시아대륙에서 서식한 4족보행의 초식 공룡이다. 화석은 중국에서 발견되었다. 용각류 중에서는 작은 편이다. 머리 부분은 작고 높이 솟아 있는 모양이고, 목과 꼬리는 짧다. 전체 몸 길이는 약 4.5m~5m, 체중은 450kg~500kg정도 나갔을 것으로 추정된다. 또 에우헬로푸스와 공존하였다.